# Пелла (переписна місцевість, Вісконсин)
Пелла (англ. Pella) — переписна місцевість (CDP) в США, в окрузі Шавано штату Вісконсин. Населення — 207 осіб (2020).

## Географія
Пелла розташована за координатами 44°44′33″ пн. ш. 88°49′7″ зх. д. / 44.74250° пн. ш. 88.81861° зх. д. (44.742406, -88.818563).  За даними Бюро перепису населення США в 2010 році переписна місцевість мала площу 4,45 км², з яких 4,00 км² — суходіл та 0,45 км² — водойми.

## Демографія
Згідно з переписом 2010 року, у переписній місцевості мешкало 185 осіб у 82 домогосподарствах у складі 53 родин. Густота населення становила 42 особи/км².  Було 120 помешкань (27/км²).
Расовий склад населення:
| - 91,9 % — білих - 6,5 % — азіатів - 0,5 % — корінних американців |

До двох чи більше рас належало 1,1 %. Частка іспаномовних становила 1,1 % від усіх жителів.
За віковим діапазоном населення розподілялося таким чином: 16,2 % — особи молодші 18 років, 58,4 % — особи у віці 18—64 років, 25,4 % — особи у віці 65 років та старші. Медіана віку мешканця становила 49,4 року. На 100 осіб жіночої статі у переписній місцевості припадало 96,8 чоловіків;  на 100 жінок у віці від 18 років та старших — 93,8 чоловіків також старших 18 років.
Середній дохід на одне домашнє господарство  становив 54 476 доларів США (медіана — 43 750), а середній дохід на одну сім'ю — 61 911 долар (медіана — 53 750). Медіана доходів становила 44 125 доларів для чоловіків та 36 875 доларів для жінок. За межею бідності перебувало 1,6 % осіб, у тому числі 0,0 % дітей у віці до 18 років та 0,0 % осіб у віці 65 років та старших.
Цивільне працевлаштоване населення становило 89 осіб. Основні галузі зайнятості: виробництво — 21,3 %, освіта, охорона здоров'я та соціальна допомога — 15,7 %, публічна адміністрація — 13,5 %, будівництво — 13,5 %.